# كريستوفر جونز (لاعب كريكت)
كريستوفر جونز (28 سبتمبر 1973 في المملكة المتحدة - )  (بالإنجليزية: Christopher Jones)‏ هو لاعب كريكت بريطاني. لعب مع Cambridgeshire County Cricket Club ‏ وLincolnshire County Cricket Club ‏.